# Gelida
Gelida település Spanyolországban, Barcelona tartományban. Lakosainak száma 8098 fő (2024).

## Földrajza
Gelida Sant Llorenç d’Hortons, Sant Esteve Sesrovires, Castellví de Rosanes, Corbera de Llobregat, Cervelló, Subirats és Sant Sadurní d’Anoia községekkel határos.

## Népesség
A település lakosságának változását az alábbi diagram mutatja:
| Lakosok száma | 360  | 2156 | 2359 | 2689 | 3779 | 5358 | 6801 | 7194 | 7533 | 8098 |
|               | 1717 | 1887 | 1936 | 1960 | 1986 | 2004 | 2009 | 2014 | 2019 | 2024 |